# L'ultimo valzer (film 1978)
L'ultimo valzer (The Last Waltz) è un film concerto del 1978 diretto da Martin Scorsese.

## Produzione
Il titolo prende spunto dall'ultima apparizione dal vivo del gruppo The Band alla Winterland Arena di San Francisco il 25 novembre 1976 quando il gruppo fu accompagnato da artisti famosi quali, tra gli altri, Bob Dylan.

## Distribuzione
È stato presentato fuori concorso al Festival di Cannes 1978.

## Canzoni
Elenco dei brani e degli ospiti del concerto:
- Don't Do It - The Band
- Theme from The Last Waltz - The Band
- Up on Cripple Creek - The Band
- Shape I'm In - The Band
- Who Do You Love? - Ronnie Hawkins
- It Makes No Difference - The Band
- Introduzione de I racconti di Canterbury - Michael McClure
- Such a Night - Dr. John
- Helpless - Neil Young
- Stage Fright - The Band
- The Weight - The Staple Singers
- Old Time Religion - The Band
- The Night They Drove Old Dixie Down - The Band
- Dry Your Eyes - Neil Diamond
- Coyote - Joni Mitchell
- Mystery Train - Paul Butterfield
- Mannish Boy - Muddy Waters
- Further on Up the Road - Eric Clapton
- Evangeline - Emmylou Harris
- Genetic Method/Chest Fever - The Band
- Ophelia - The Band
- Caravan - Van Morrison
- Loud Prayer - Lawrence Ferlinghetti
- Forever Young - Bob Dylan
- Baby, Let Me Follow You Down - Bob Dylan
- I Shall Be Released - Ronnie Wood, Ringo Starr e tutti gli altri

## Riconoscimenti
- 1979 - Kansas City Film Critics Circle Awards
  - miglior documentario

Nel 2019 è stato scelto per la conservazione nel National Film Registry della Biblioteca del Congresso degli Stati Uniti